# Mount Maglione
Mount Maglione ist ein niedriger Berg im westantarktischen Marie-Byrd-Land. Er ragt 1,5 km nordöstlich des Mount Ekblaw in den zu den Ford Ranges gehörigen Clark Mountains auf. 
Der United States Geological Survey kartierte ihn anhand eigener Vermessungen und Luftaufnahmen der United States Navy aus den Jahren von 1959 bis 1965. Das Advisory Committee on Antarctic Names benannte ihn 1970 nach Leutnant Charles R. Maglione, Navigator einer LC-130F während der Operation Deep Freeze des Jahres 1968.